# Harry's New York Bar
Harry's New York Bar i Paris er en af de mest legendariske barer i verden. Baren, som er Europas ældste, blev startet af Harry MacElhone i 1911.

## Drinks opfundet på Harry's New York Bar
Harry havde for vane at opfinde en ny drink til særlige lejligheder. Følgende drinks er opfundet i baren:
- French 75 (1915)
- White Lady (1919)
- Bloody Mary (1921)
- Harry Pick Me Up (1923)
- Side Car (1931)
- Blue Lagoon (1960)
- Jame's Bond (1963)
- Black Mischief (1977)
- Christina (1984)
- Liberty Cocktail (1986)
- Web Spirit (lavet til åbningen af deres hjemmeside)

## Berømte stamgæster
- Ernest Hemingway
- Jack Dempsey
- Rita Hayworth
- Humphrey Bogart
- Edvard VIII
- Mange flere

## Amerikanske præsidentvalg
Ved præsidentvalg i USA er det muligt at afgive sin stemme på Harry's New York Bar mod forevisning af bevis for amerikansk statsborgerskab. Denne ordning opstod i 1924 som alternativ til brevstemmer. På trods af få afgivne stemmer, har man ved hvert eneste præsidentvalg siden 1924, undtagen to, ramt rigtigt. I 1976 valgte man at støtte Gerald Ford, og i 2004 gik flest stemmer John Kerrys vej.